# Wapen van Weidum

Wapen van Weidum

Het wapen van Weidum is het dorpswapen van het Nederlandse dorp Weidum, in de Friese gemeente Leeuwarden. Het wapen werd in 2001 geregistreerd.

## Beschrijving
De blazoenering van het wapen in het Fries luidt als volgt:
trochsnien neffens twa trepgevels neist inoar: a. yn blau in gouden seispuntige stjer; b. yn read twa sulveren leeljes, neist inoar pleatst, yn de skyldfoet beselskippe fan in sulveren rút.
De Nederlandse vertaling luidt als volgt: 
doorsneden volgens twee trapgevels naast elkaar: a. in blauw een gouden zespuntige ster; b. in rood twee zilveren lelies, naast elkaar geplaatst, in de schildvoet vergezeld van een zilveren ruit.
De heraldische kleuren zijn: azuur (blauw), goud (goud), keel (rood) en zilver (zilver).

## Symboliek

Blauw veld: ontleend aan het wapen van Baarderadeel, de gemeente waar Weidum eertijds tot behoorde. Van de 18e tot de 20e eeuw bevond het grietenijhuis van de gemeente zich in Weidum.
- Ster: afkomstig uit het wapen van Baarderadeel.[2]
- Trapgevels: symbolen voor de staten die in het dorp aanwezig waren: Dekema, Hania, Papma en Wobbema.[2]
- Fleurs de lis: overgenomen uit de wapens van de geslachten Dekema en Hania.[2]
- Ruit: staat voor rechtspraak daar het rechthuis van de grietenij zich in Weidum bevond. De ruit komt ook voor in het wapen van de familie Walta.[2]

Het wapen van Baarderadeel.